# Mallín Ahogado
Mallín Ahogado es una localidad argentina ubicado en el departamento Bariloche, provincia de Río Negro. La localidad se ubica en el cruce de la Ruta Provincial 84 y la Ruta Provincial 86, a 15 km norte de El Bolsón, en medio de un paisaje de montañas, bosques de coníferas, ríos y lagos.
El sitio también es conocido, desde finales de la década de 1960, por ser el refugio del movimiento hippie argentino, movimientos religiosos, creyentes de los ovnis, hadas y duendes, entre otros. Aquí también se encuentra la "Misión Virgen de las Flores".

## Turismo
El poblado, que forma parte de la Comarca andina del Paralelo 42, posee varios atractivos turísticos que son denominados como "Circuito del Mallín Ahogado".

### Cascada de Mallín Ahogado
Se ubica a 4 km al norte de la localidad, sobre el río Quemquemtreu en el valle del Mallín y se trata de una cascada escalonada que alimenta a una pequeña central hidroeléctrica, denominada "Loma Atravesada", que provee de energía a El Bolsón. En el sitio también hay un fogón y juegos para los niños, donde se puede realizar un pícnic.

### Cerro Perito Moreno
Desde aquí, también se puede acceder a varios refugios de montaña del Cerro Perito Moreno de 2294 m s. n. m.

### Mezquita Sufí
Hermoso lugar para visitar, siendo la única y primera mezquita construida en la región patagónica.

## Producción
Es una zona de chacras y una comunidad agrícola ganadera, que cuenta con productores de lúpulo, fruta fina, elaboración de queso de oveja, yogures caseros, mermeladas y artesanos.

## Población
Durante el censo 2001 fue considerada como población rural dispersa. Contó con 65 habitantes (Indec, 2010).

El censo 2022 registró una población de 223 habitantes que se repartieron entre 122 hombres y 101 mujeres. Sin embargo, las cifras obtenidas fueron estimativas solo teniendo en cuenta a la población en viviendas particulares; es decir, excluyendo del dato a la población institucional y las personas sin hogar. Gracias a este censo también fue posible conocer su densidad y tamaño urbano.
| Evolución demográfica |
|                       |
| INDEC                 |